# Joseph Wauters (cyclisme)
Ne doit pas être confondu avec Joseph Wouters.
Pour les articles homonymes, voir Joseph Wauters.
Joseph Wauters, né le 19 février 1906 à Huizingen et mort le 8 août 1975 à Alsemberg, est un coureur cycliste belge. Professionnel de 1926 à 1932, il a été champion de Belgique sur route en 1929 et 1930.

## Palmarès
- 1926
  - 1re étape du Critérium des Aiglons
  - 2e de Paris-Calais
- 1927
  - 2e de Bruxelles-Paris
- 1929
  -  Champion de Belgique sur route
  - Critérium des Aiglons :
    - Classement général
    - 1re et 2e étapes

  - Grand Prix de l'Escaut
  - Paris-Lille
  - Paris-Hénin Liétard
  - Paris-Montigny-en-Gohelle
  - 2e de Paris-Fourmies
- 1930
  -  Champion de Belgique sur route
  - Paris-Hénin Liétard
  - 2e du Grand Prix de l'Escaut
- 1931
  - 1re et 3e étapes du Tour d'Allemagne
  - 2e de Paris-Lille
- 1932
  - 2e du Circuit des régions flamandes